# كلارك كينت

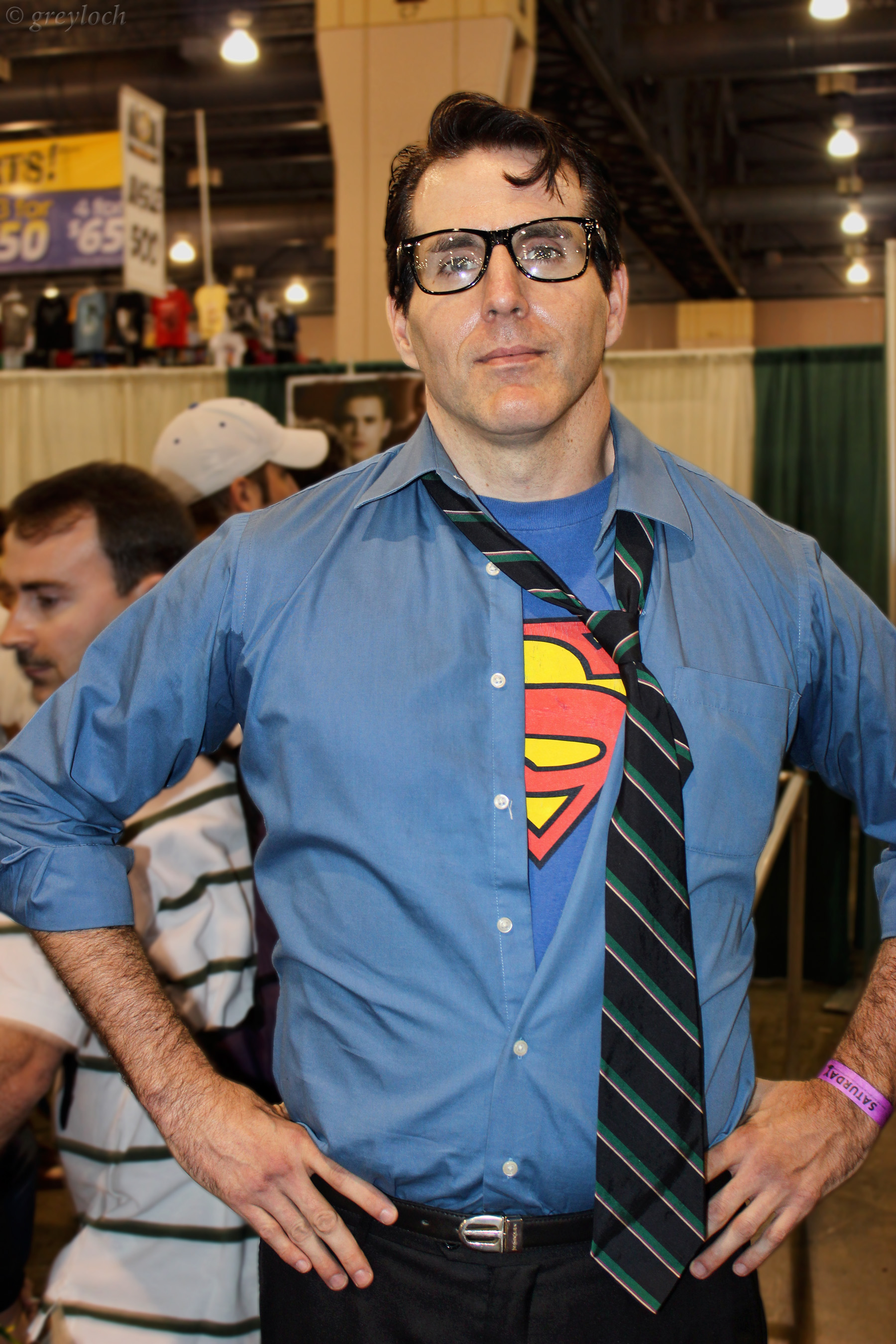
شخص متنكر بدور كلارك كينت في معرض فيلادلفيا كوميك-كون لعام 2012.

كلارك جوزيف كينت (Clark Kent) هو شخصية خيالية تظهر في الكتب المصورة الأمريكية نشرت من قبل دي سي كومكس. اخترع الشخصية جيري سيجل وجو شوستر، لأول مرة في عمل كاريكاتير رقم 1 (حزيران / يونيه 1938) بمثابة الهوية السرية والمدنية وللبطل الخارق  سوبرمان. استعمل اسم «نبيل فوزي» في النسخ العربية المترجمة للسلسلة.
على مدى عقود كان هناك نقاش كبير حول شخصية كلارك كينت. منذ اطلاق الشخصية في عام 1938 حتى منتصف الثمانينات، كان «كلارك كنت» في الغالب يعتبر تمويها لسوبرمان الذي يستطيع الاختلاط مع الناس العاديين كإنسان عادي. وتمثل هذا بكل المجلات المصورة  وسائل الإعلام الأخرى مثل فيلم المسلسلات التلفزيونية (على سبيل المثال، في «رجل الذرة بمواجهة سوبرمان» من بطولة كيرك ألين و مغامرات سوبرمان بطولة جورج ريفز) ومسلسلات الراديو. في عام 1986، عندما قام  جون بيرن بتجديد أعماله، أصبح لكلارك كينت دورا أكثر أهمية في القصص يصور عادة أخرق ودمث الخلقة.

## وصلات خارجية
- Clark Kent (III — Post-Crisis) على قاعدة بيانات الكتب المصورة.
- Clark Joseph Kent (Post-Crisis) على قاعدة بيانات الكتب المصورة.
- كلارك كينت في سمولفيل ويكي.
- Supermanica: كلارك كينت[وصلة مكسورة]